# چوکوواتس (بوینیک)
چوکوواتس (به صربی: Ćukovac) یک منطقهٔ مسکونی در صربستان است که در بوینیک واقع شده‌است. چوکوواتس ۱۲۲ نفر جمعیت دارد.